# Rhaphuma steinkae
Rhaphuma steinkae là một loài bọ cánh cứng trong họ Cerambycidae.